# Mirko Busto
Mirko Busto (Somma Lombardo, 8 dicembre 1976) è un politico italiano.

## Biografia
Laureato in ingegneria per l'ambiente e il territorio al Politecnico di Torino, ha conseguito il Dottorato in sistemi produttivi. È ricercatore del Centro comune di ricerca dell'Unione europea.
Alle elezioni politiche del 2013 viene eletto deputato della XVII legislatura della Repubblica Italiana nella Circoscrizione Piemonte 2 per il Movimento 5 Stelle. Conclude il proprio mandato parlamentare nel marzo 2018.